# Cosa juzgada

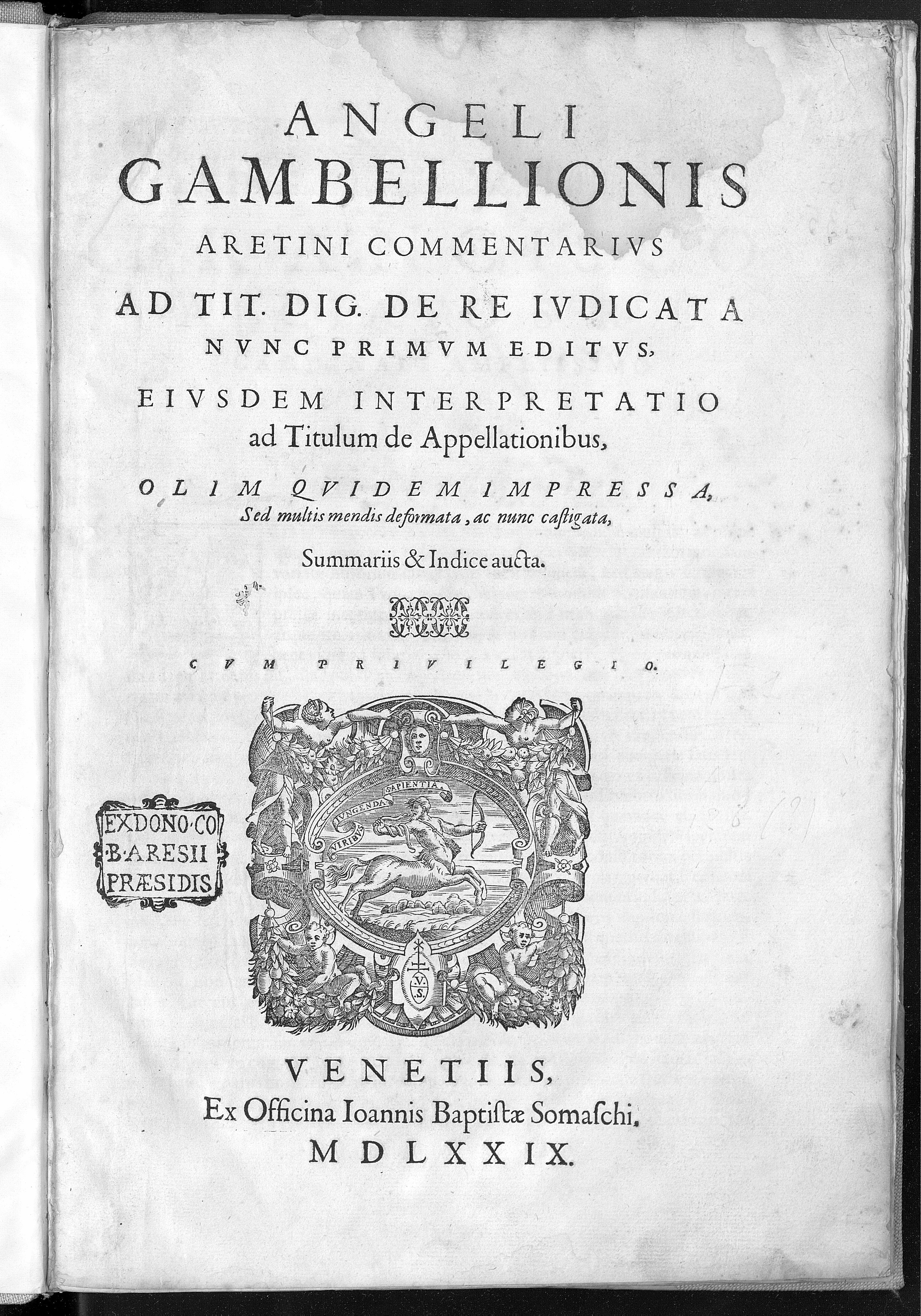
Angelo Gambiglioni, De re iudicata, 1579

La cosa juzgada (del latín res iudicata) es el efecto impeditivo que, en un proceso judicial, ocasiona la preexistencia de una sentencia judicial firme dictada sobre el mismo objeto. Es firme una sentencia judicial cuando en derecho no caben contra ella medios de impugnación que permitan modificarla. Este efecto impeditivo se traduce en el respeto y subordinación a lo decidido sobre lo mismo, en un juicio anterior. Por ello también se le define como la fuerza que atribuye el derecho a los resultados del proceso. Habitualmente se utiliza como un medio de defensa frente a una nueva demanda planteada sobre idéntico objeto que lo fue de otra controversia ya sentenciada, y que le cierra el paso. 

## Significado jurídico
Res judicata es una expresión latina, del ámbito jurídico, que literalmente traducida significa «cosa juzgada». Su significado, no obstante, es más profundo aún; llega más lejos, en cuanto que es definitorio del «valor de la jurisprudencia» en el sistema del derecho continental, y enlaza con importantes principios jurídicos, tales como el de seguridad jurídica o el de certeza del derecho.
La presencia de la res iudicata impide que una misma cuestión sea juzgada dos veces; por eso, ante un segundo litigio planteado sobre el mismo objeto, nos permite alegar la «excepción de cosa juzgada» (res iudicata), y excluir con ello la posibilidad de ser juzgados por segunda vez.

## Antecedentes
El origen de la cosa juzgada se encuentra en el derecho romano, con la figura de la excepción de cosa juzgada (exceptio rei iudicatae). También conocida como "res in iudicio adiudicata"
Con ella se buscaba proteger a las partes de un nuevo juicio y una nueva sentencia sobre la materia objeto del mismo, buscándose con ello satisfacer una necesidad de certeza o seguridad jurídica. Este concepto se resume en el latinazgo: "Non bis in ídem".
la cosa juzgada es como la jurisprudencia ya que es un fallo de triple reiteración

## Fundamentos
Dentro de los motivos que han fundamentado la existencia de la institución de la cosa juzgada se encuentran los siguientes:
- Certeza jurídica: la cosa juzgada pretende satisfacer la necesidad de certeza de las situaciones, que toda sociedad requiere; mientras que la necesidad de justicia se pretende satisfacer a través de los recursos judiciales.

- Estabilidad de los derechos: con la cosa juzgada se pretende asegurar la estabilidad y certidumbre de los derechos que las sentencias reconocen o declaran. Permite la inmutabilidad de los derechos adquiridos en virtud de las sentencias.

- Separación de poderes: la cosa juzgada reconoce el principio de separación de poderes, al impedir a los órganos de los demás poderes (ejecutivo y legislativo) alterar o modificar los resultados del ejercicio de la función jurisdiccional, reiniciando un proceso ya terminado.

- Seguridad jurídica: Que se manifiesta mediante el principio "non bis in idem", siendo imposible, así bien necesario, la no apertura de la misma causa una vez concurren identidad de sujeto, objeto y causa. Asimismo, permite poner un punto finito a la labor cognoscitiva, en tanto, el perdedor de la litis siempre le considerará injusta y querrá un fallo distinto. Mediante la autoridad de cosa juzgada se pone un límite a la revisión del proceso y a las relaciones que se han constituido o declarado.

## Naturaleza
Varias han sido las posiciones sobre la naturaleza de la cosa juzgada, sin perjuicio que, en general, ellas se estiman compatibles y complementarias.
Para Ulpiano la cosa juzgada se tenía por verdad, mientras para Savigny era una ficción de verdad que protegía a las sentencias definitivas. Mediante este planteamiento Savigny está advertido que en juicio solo se puede encontrar una verdad subjetiva mas no objetiva, pues el elemento de verdad pura es imposible por la certeza humana que se tiene sobre los hechos acaecidos. Ante tal premisa se entiende que la cosa juzgada es una fictio iuris, que pretenderá armonizar a los justiciables.
Según Pothier el contenido de la sentencia llevaba una presunción de verdad, que es la posición del sistema francés y español.Al contrario de Savigny este Pothier sostiene a la cosa juzgada como una presunción de verdad, esto es, un criterio de verdad que solo puede ser desdicha con un valor semejante a ello. Conviene tener en cuenta los criterios de presunciones iure et de iure e iuris tantum.
Para la doctrina alemana es una declaración de certeza con carácter indiscutible y, para la italiana, de imperatividad y eficacia. Otros autores señalan que es una declaración de eficacia con tres características: inimpugnabilidad, inmutabilidad o inmodificabilidad y coercibilidad.

## Clasificación
La doctrina ha realizado varias clasificaciones en torno a la cosa juzgada. Entre ellas encontramos las siguientes:

### Cosa juzgada formal y material
- Cosa juzgada formal: es aquella que implica la imposibilidad que una determinada decisión sea recurrida, o sea, la improcedencia o cierre de los recursos procesales contra esta. En otras palabras, una resolución judicial que goza de esta clase de cosa juzgada no puede ser objeto de más recursos. Sus efectos se producen exclusivamente en el proceso en que se ha dictado la sentencia, por lo que se considera precaria (pues sus efectos podrían desvirtuarse en un proceso distinto).

- Cosa juzgada material: es aquella que implica la inatacabilidad de un resultado procesal mediante el inicio de un nuevo juicio, al cerrarse toda posibilidad de que se emita una decisión que se contradiga o se oponga a lo antes dictado. Sus efectos se producen en el proceso en que se dictó la sentencia y en otros futuros, por lo que se considera estable y permanente (porque es eficaz dentro y fuera del respectivo proceso).

### Cosa juzgada real y aparente
- Cosa juzgada real: es aquella que emana de un proceso válido, es decir, aquel que ha respetado las normas del "debido proceso".

- Cosa juzgada aparente: es aquella que emana de un proceso en que ha faltado uno o más requisitos de existencia o validez del mismo.

### Cosa juzgada general y relativa
- Cosa juzgada general (res iudicata erga omnes): es aquella que produce efectos respecto de todas las personas (erga omnes), aunque no hayan intervenido en el juicio.

- Cosa juzgada relativa (res iudicata inter partes): es aquella que produce efectos solo respecto de las partes del juicio (y sus sucesores legales) y no en relación con personas ajenas al mismo.

## Efectos
Son las consecuencias jurídicas que surgen de la cosa juzgada, que se traducen en la posibilidad de exigir el cumplimiento de lo resuelto (acción de cosa juzgada) o en evitar un nuevo juicio sobre la materia (excepción de cosa juzgada).

### Acción de cosa juzgada
Es el efecto de la cosa juzgada que permite el cumplimiento coactivo de un derecho reconocido o declarado en juicio. Requiere de una sentencia, favorable al que pretende ejercerla, firme (o que cause ejecutoria) y que imponga una obligación actualmente exigible. En el ámbito penal, el Auto de sobreseimiento libre tiene efectos de cosa juzgada. 
Su titular es la persona a cuyo favor se ha reconocido o declarado un derecho, es decir, el litigante que ha ganado (y eventualmente sus herederos) y se ejerce contra el litigante perdedor (o, eventualmente, en contra de sus sucesores) para reclamar lo obtenido en el juicio.
En general, es prescriptible y el procedimiento para exigir su cumplimiento dependerá de si se trata de una sentencia emanada de un tribunal nacional o de uno extranjero (en cuyo caso habrá que homologarla, utilizando el execuátur).

### Excepción de nueva decisión en cosa juzgada
Es el efecto de la cosa juzgada más típico (también conocido como non bis in idem), en virtud del cual no puede volver a discutirse entre las mismas personas, una misma materia e invocando idénticas razones. Es decir, permite hacer valer los atributos de inmodificabilidad e ininmpuganibilidad que posee una sentencia firme frente al inicio de un nuevo juicio.
Su titular es el litigante que se ha beneficiado por el resultado del juicio y por todos aquellos a los que, según la ley, aprovecha la decisión. Puede ser invocada por cualquiera de las partes en el juicio, independiente de la calidad que hayan tenido en éste (demandante o demandado).
Por lo general, esta excepción debe ser alegada en el juicio posterior, porque es renunciable expresa o tácitamente y, habitualmente, solo favorece a las partes que han intervenido en el respectivo litigio (y a sus herederos). Además, es imprescriptible, pues puede alegarse en cualquier tiempo.

#### Requisitos
La doctrina señala tradicionalmente que, para que sea procedente la excepción de cosa juzgada es preciso que, en ambos juicios, concurran tres requisitos comunes:
- Identidad de persona (eaedem personae): debe tratarse del mismo demandante y demandado, jurídicamente hablando. Para fijar este requisito Eduardo Couture señalaba que hay que considerar tres principios: identidad jurídica (la identidad de carácter legal y no física), sucesión (a los causahabientes de una persona) y representación (la posibilidad de actuación a nombre de otro). Por ello, las personas que actúan en el litigio pueden ser físicamente distintas y existir identidad legal (por ejemplo, entre un heredero del demandante ya fallecido y el demandado) o, por el contrario ser físicamente idénticas y no existir tal identidad (por ejemplo, entre el demandante y el exrepresentante de una persona jurídica antes demandada).

- Identidad de la cosa pedida (eadem res): el objeto o beneficio jurídico que se solicita (no el objeto material) debe ser el mismo. O sea, lo que se reclama.

- Identidad de la causa de pedir (eadem causa petendi): el hecho jurídico o material que sirve de fundamento al derecho reclamado debe ser el mismo. O sea, el por qué se reclama.

Parte de la doctrina estima que la anterior teoría es errónea por incompleta. Estos autores señalan que hay que distinguir tres elementos fundamentales, aunque advierten que no se pretende reproducir con otros términos la teoría tradicional, pues establecen ciertas subcategorías dentro de estos. Tales elementos son los siguientes:
- Límite subjetivo (sujetos): es necesaria la identidad de los sujetos, o sea, que sean los mismos en el anterior y el posterior juicio. Requiere de identidad física y jurídica, pero en algunas ocasiones este se atenúa, bastando la identidad jurídica (una misma calidad legal). Excepcionalmente no se presenta este límite, tratándose de la cosa juzgada general (que opera contra toda clase de personas).

- Límite objetivo (objeto): es necesario que ambos litigios tengan el mismo objeto procesal. Habrá identidad objetiva cuando se esté ante una misma pretensión procesal, que comprende tres caracteres: los sujetos; el objeto corporal o incorporal en que recae la pretensión; y el título o petición delimitado por los hechos invocados.

- Actividad en que el pronunciamiento consiste: es necesaria que la actividad estricta, es decir, la modificación de la realidad que determina, sea la misma. Dicha actividad comprende tres dimensiones: el lugar, normalmente solo el territorio nacional (salvo homologación de decisiones extranjeras vía execuátur); el tiempo, o sea, las circunstancias temporales que acompañaron y produjeron la decisión; y la forma, es decir, solo el pronunciamiento estricto que integra el fallo y no sus motivaciones o las declaraciones que hayan sido omitidas (salvo conexión evidente, en cuyo caso puede admitirse la equiparación de los extremos implícitamente decididos, situación conocida como cosa juzgada implícita).

## Recursos contra la res iudicata
Si bien se ha planteado que la autoridad de cosa juzgada mantiene la permanencia de las relaciones jurídicas, lo cierto es que, como diría Carnelutti, los errores son posibles y hasta inevitables, por lo que resulta bastante posible que haya errores o vicios en la totalidad de la actuación procesal lo que abre la posibilidad de una sentencia jurídicamente injusta. Ante ello, y en concordancia con Prieto Castro Ferrandiz, podemos utilizar análogamente la figura de la acción pauliana o revocatoria para "destruir" la cosa juzgada cuando haya vicios procesales que rayen en la ilicitud de índole penal.